# Nuoto ai campionati mondiali di nuoto 2017 - Staffetta 4x100 metri misti mista
La gara di nuoto della staffetta 4x100 metri misti mista dei campionati mondiali di nuoto 2017 è stata disputata il 26 luglio presso la Duna Aréna di Budapest. Vi hanno preso parte 24 squadre nazionali. La competizione è stata vinta dalla squadra statunitense, mentre l'argento è andato alla squadra australiana e il bronzo ex aequo a quella canadese e quella cinese.

## Medaglie
| Posizione | Nazione     | Atleti |
| --------- | ----------- | --- |
| Oro       | Stati Uniti | Matt Grevers Lilly King Caeleb Dressel Simone Manuel Ryan Murphy* Kevin Cordes* Kelsi Worrell* Mallory Comerford*   |
| Argento   | Australia   | Mitch Larkin Daniel Cave Emma McKeon Bronte Campbell Kaylee McKeown* Matthew Wilson* Grant Irvine* Shayna Jack*     |
| Bronzo    | Canada      | Kylie Jacqueline Masse Richard Funk Penny Oleksiak Yuri Kisil Javier Acevedo* Rebecca Smith* Chantal van Landeghem* |
| Bronzo    | Cina        | Xu Jiayu Yan Zibei Zhang Yufei Zhu Menghui Li Guangyuan* Shi Jinglin* Li Zhuhao*                                    |

* Nuotatori che hanno partecipato solamente nelle batterie.

## Programma
| Data           | Ora (UTC+2) | Turno    |
| -------------- | ----------- | -------- |
| 26 luglio 2017 | 10:52       | Batterie |
| 26 luglio 2017 | 19:19       | Finale   |

## Record
Prima della manifestazione il record del mondo e il record dei campionati erano i seguenti.
| Record mondiale       | 3'41"71 | Gran Bretagna Chris Walker-Hebborn (52"94) Adam Peaty (57"98) Siobhan-Marie O'Connor (57"02) Francesca Halsall (53"77) | 5 agosto 2015 Kazan', Russia |
| Record dei campionati | 3'41"71 | Gran Bretagna Chris Walker-Hebborn (52"94) Adam Peaty (57"98) Siobhan-Marie O'Connor (57"02) Francesca Halsall (53"77) | 5 agosto 2015 Kazan', Russia |

Durante la competizione è stato battuto il seguente record:
| Data      | Evento     | Atleti                                                                                   | Nazione     | Tempo   | Record                                  |
| --------- | ---------- | ---------------------------------------------------------------------------------------- | ----------- | ------- | --------------------------------------- |
| 26 luglio | Batteria 2 | Ryan Murphy (52"34) Kevin Cordes (58"95) Kelsi Worrell (56"17) Mallory Comerford (52"82) | Stati Uniti | 3'40"28 | Record mondiale · Record dei campionati |
| 26 luglio | Finale     | Matt Grevers (52"32) Lilly King (1'04"15) Caeleb Dressel (49"92) Simone Manuel (52"17)   | Stati Uniti | 3'38"56 | Record mondiale · Record dei campionati |

## Risultati

### Batterie
| Posizione | Batteria | Corsia | Atleti | Nazione       | Tempo   | Note  |
| --------- | -------- | ------ | --- | ------------- | ------- | ----- |
| 1         | 2        | 2      | Ryan Murphy (52"34) Kevin Cordes (58"95) Kelsi Worrell (56"17) Mallory Comerford (52"82)                                      | Stati Uniti   | 3'40"28 | Q, RM |
| 2         | 4        | 9      | Kaylee Rochelle McKeown (1'00"03) Matthew Wilson (59"69) Grant Irvine (51"09) Shayna Jack (53"32)                             | Australia     | 3'44"13 | Q, OC |
| 3         | 2        | 6      | Javier Acevedo (54"44) Richard Funk (59"04) Rebecca Smith (57"57) Chantal van Landeghem (53"41)                               | Canada        | 3'44"46 | Q     |
| 4         | 4        | 4      | Georgia Davies (59"54) Ross Murdoch (59"49) James Guy (51"12) Freya Ann Alexandra Anderson (54"64)                            | Gran Bretagna | 3'44"79 | Q     |
| 5         | 3        | 5      | Kliment Kolesnikov (53"48) Vsevolod Zanko (59"69) Svetlana Čimrova (58"25) Viktoriya Andreyeva (54"67)                        | Russia        | 3'46"09 | Q     |
| 6         | 1        | 4      | Li Guangyuan (53"65) Shi Jinglin (1'06"87) Li Zhuhao (52"01) Zhu Menghui (53"72)                                              | Cina          | 3'46"25 | Q     |
| 7         | 3        | 4      | Margherita Panziera (1'01"03) Nicolò Martinenghi (1'00"26) Piero Codia (51"91) Silvia Di Pietro (53"55)                       | Italia        | 3'46"75 | Q     |
| 8         | 2        | 1      | Lisa Graf (1'00"69) Christian vom Lehn (1'00"53) Aliena Schmidtke (57"70) Marius Kusch (48"74)                                | Germania      | 3'47"66 | Q     |
| 9         | 4        | 3      | Andrea Berrino (1'01"78) Macarena Ceballos (1'09"51) Santiago Grassi (52"65) Federico Grabich (48"55)                         | Argentina     | 3'52"49 |       |
| 10        | 1        | 3      | Junya Koga (53"88) Runa Imai (1'09"30) Sakiko Shimizu (59"72) Tsubasa Amai (50"79)                                            | Giappone      | 3'53"69 |       |
| 11        | 3        | 9      | Maria González Ramirez (1'02"72) Miguel Alejandro De Lara Ojeda (1'01"36) Daniel Ramírez (54"13) Liliana Ibáñez Lopez (56"53) | Messico       | 3'54"74 |       |
| 12        | 2        | 4      | Sigrid Sepp (1'03"06) Maria Romanjuk (1'09"02) Kregor Zirk (53"37) Daniel Zaitsev (50"49)                                     | Estonia       | 3'55"94 |       |
| 13        | 2        | 8      | Katarína Listopadová (1'01"68) Tomáš Klobučník (1'01"48) Barbora Mišendová (1'01"53) Richard Nagy (52"09)                     | Slovacchia    | 3'56"78 |       |
| 14        | 4        | 6      | Martin Binedell (56"17) Kaylene Corbett (1'10"76) Clayton Jimmie (54"67) Erin Gallagher (55"42)                               | Sudafrica     | 3'57"02 | AF    |
| 15        | 3        | 8      | Kristina Silvia Steina (1'05"10) Daniils Bobrovs (1'02"65) Nikolajs Maskaļenko (56"27) Gabriela Ņikitina (56"68)              | Lettonia      | 4'00"70 |       |
| 16        | 3        | 7      | Nicole Justine Marie Oliva (1'07"02) James Deiparine (1'02"54) Jessie Khing Lacuna (56"60) Jasmine Al-Khaldi (56"95)          | Filippine     | 4'03"11 |       |
| 17        | 2        | 3      | Tatiana Salcutan (1'02"22) Alina Bulmag (1'10"26) Pavel Izbisciuc (57"07) Evghenii Paponin (55"49)                            | Moldavia      | 4'05"04 |       |
| 18        | 3        | 2      | Steven Kimani Maina (1'00"54) Rebecca Wacui Kamau (1'12"80) Emily Muteti (1'02"92) Issa Abdulla Hemed Mohamed (52"58)         | Kenya         | 4'08"84 |       |
| 19        | 4        | 2      | Signhild Joensen (1'04"10) Róland Toftum (1'06"63) Óli Mortensen (58"62) Sára Ryggshamar Nysted (1'00"94)                     | Fær Øer       | 4'10"29 |       |
| 20        | 4        | 7      | Catarina Sousa (1'10"80) Mario Alberto Santos Ervedosa (1'05"07) Daniel Francisco (59"77) Ana Sofia Nóbrega (1'00"04)         | Angola        | 4'15"68 |       |
| 21        | 4        | 0      | Mikel Schreuders (1'03"75) Jordy Groters (1'04"35) Daniella van den Berg (1'09"24) Allyson Ponson (59"35)                     | Aruba         | 4'16"69 |       |
| 22        | 3        | 6      | Mubal Azzam Ibrahim (1'17"92) Sajina Aishath (1'31"53) Ismail Muthasim Adnan (1'09"07) Aminath Shajan (1'08"83)               | Maldive       | 5'07"35 |       |
| -         | 4        | 5      | Gábor Balog (54"67) Dániel Gyurta Liliána Szilágyi Zsuzsanna Jakabos                                                          | Ungheria      | -       | DSQ   |
| -         | 4        | 8      | Ida Lindborg (1'01"50) Johannes Skagius (1'00"42) Louise Hansson Victor Johansson                                             | Svezia        | -       | DSQ   |
| -         | 1        | 5      | - | Seychelles    | -       | DNS   |
| -         | 2        | 5      | - | Israele       | -       | DNS   |
| -         | 2        | 7      | - | Madagascar    | -       | DNS   |
| -         | 3        | 3      | - | Egitto        | -       | DNS   |
| -         | 3        | 0      | - | Mozambico     | -       | DNS   |
| -         | 3        | 1      | - | Sri Lanka     | -       | DNS   |
| -         | 4        | 1      | - | Finlandia     | -       | DNS   |

### Finale
| Posizione | Corsia | Atleti                                                                                              | Nazione       | Tempo   | Note |
| --------- | ------ | --------------------------------------------------------------------------------------------------- | ------------- | ------- | ---- |
|           | 4      | Matt Grevers (52"32) Lilly King (1'04"15) Caeleb Dressel (49"92) Simone Manuel (52"17)              | Stati Uniti   | 3'38"56 | RM   |
|           | 5      | Mitchell Larkin (53"11) Daniel Cave (59"29) Emma McKeon (56"51) Bronte Campbell (52"30)             | Australia     | 3'41"21 | OC   |
|           | 3      | Kylie Jacqueline Masse (58"22) Richard Funk (59"14) Penny Oleksiak (56"18) Yuri Kisil (47"71)       | Canada        | 3'41"25 |      |
|           | 7      | Xu Jiayu (52"37) Yan Zibei (58"98) Zhang Yufei (56"98) Zhu Menghui (52"92)                          | Cina          | 3'41"25 | AS   |
| 5         | 6      | Georgia Davies (59"98) Adam Peaty (57"12) James Guy (50"51) Siobhan-Marie O'Connor (53"95)          | Gran Bretagna | 3'41"56 | ER   |
| 6         | 2      | Grigoriy Tarasevich (53"35) Kirill Prigoda (58"64) Svetlana Čimrova (57"18) Veronika Popova (53"85) | Russia        | 3'43"02 |      |
| 7         | 8      | Lisa Graf (1'00"55) Marco Koch (59"89) Aliena Schmidtke (57"29) Damian Wierling (48"30)             | Germania      | 3'46"03 |      |
| 8         | 1      | Matteo Milli (54"24) Nicolò Martinenghi (59"61) Ilaria Bianchi (57"25) Federica Pellegrini (55"23)  | Italia        | 3'46"33 |      |